# Himantura lobistoma
Himantura lobistoma är en rockeart som beskrevs av Manjaji-Matsumoto och Last 2006. Himantura lobistoma ingår i släktet Himantura och familjen spjutrockor. IUCN kategoriserar arten globalt som sårbar. Inga underarter finns listade i Catalogue of Life.